# کلود پیک (تایوان)
کلود پیک (به لاتین: Cloud Peak) یک عوارض جغرافیایی در تایوان است که در کائوهسیونگ واقع شده‌است. کلود پیک ۳٬۵۶۴ متر بالاتر از سطح دریا واقع شده‌است.